# Југословенска офанзива на Косову и Метохији 1998.
У средини јула 1998. године, Војска Југославије (ВЈ) и МУП Србије покренули су велику противофанзиву против ОВК на Косову и Метохији. Операција, која је укључивала тешку артиљерију, тенкове и ограничену ваздухопловну подршку, имала је за циљ да протера ОВК са положаја освојених у претходној летњој офанзиви. Почела је нападом на Ораховац и поновним освајањем тог града од стране југословенских снага у јулу, и је трајала до 4. октобра. Дана 14. октобра, амерички дипломата Ричард Холбрук и председник Југославије Слободан Милошевић потписали су споразум о прекиду ватре. Примирје је накнадно прекршено 9. октобра, када је ОВК напала Малишевац, а МУП циљао положаје Албанаца код Штимље.

## Јул—август
Дана 17. јула 1998. године, ОВК је покренула широки напад на град Ораховац на југозападу Косова и Метохије, и успешно га заузела. Истовремено, око 1.000 бораца ОВК је покушало да пређе границу, али безуспешно. После тродневних борби, југословенске снаге су повратиле Ораховац.
Дана 28. јула, југословенске власти су покренуле велику шестодневну офанзиву и повратиле значајне делове Косова и Метохије од ОВК. Главна тачка била је поновно заузимање Малишева, који је ОВК претворила у упориште. Преко 10.000 Албанаца избегло је из града.

## Септембар—октобар
Дана 1. септембра југословенске снаге су лансирале септембарску офанзиву у општини Призрен са циљем заузимања територија коју су ОВК терористи контролисали. У уторак ујутру, око 8 часова, започела је гранатирање положаја ОВК у брдима око села. Сељаци су побегли ка оближњем Љубичеву, док су припадници ОВК остали. Око 10 часова, снаге безбедности су се приближиле положају ОВК.
Поподне, група безбедносних снага ушла је у село из правца села Кустендила, након што су се претходно сукобили са групом ОВК у шуми изнад села, током чега су убијена три милитанта. До краја операције, још тројица припадника ОВК су убијена. Током успешне акције против милитаната у Лезу, три полицајца су рањена.
Након тога, слабији сукоби наставили су се у околним селима општине Призрен, што је довело до слабљења 125. бригаде. Према албанским изворима, током сукоба у региону Призрена од 1. до 5. септембра, укупно је погинуло 27 припадника ОВК.

## Међународна реакција
Према УН, више од 230.000 људи је расељено током офанзиве. Извештаји из тог периода указују на тешку хуманитарну ситуацију, а велики број избеглица је живео у шумама и планинама без адекватног склоништа, хране и медицинске помоћи.
Амерички специјални изасланик Ричард Холбрук и генерал Весли Кларк посетили су Београд и извршили притисак на председника Милошевића да обустави војне операције. Као резултат тога, 14. октобра је потписан Споразум Холбрук—Милошевић, којим је предвиђено повлачење већине снага безбедности са Косова и Метохије и долазак ОЕБС-ових посматрача.

## Последице

### Исход и губици
Офанзива ВЈ је оцењена као потпуни успех, што је довело до поновног заузимања већине територије коју је раније контролисала ОВК. ОВК се повукла са око једне трећине Косова и Метохије. Уништено је преко 200 села, према извештају организације Human Rights Watch.

## Видети још
- Рат на Косову
- Ослободилачка војска Косова
- Битка код Ораховца (1998)
- Малишево
- Побуна на Косову (1995–1998)
- Мисија верификације на Косову